# Kanato Abe
Kanato Abe (japanisch 阿部 要門 Abe Kanato; * 3. April 2002 in Fukushima, Präfektur Hokkaidō) ist ein japanischer Fußballspieler.

## Karriere
Kanato Abe erlernte das Fußballspielen in der Schulmannschaft der Shoshi High School. Vom 19. Juni 2020 bis Saisonende wurde er von der Schule an Montedio Yamagata ausgeliehen. Der Verein aus der Präfektur Yamagata spielte in der zweiten japanischen Liga, der J2 League. Nach Ende der Ausleihe wurde er von Montedio am 1. Februar 2021 fest unter Vertrag genommen. Im August 2021 wechselte Abe auf Leihbasis zum Drittligisten Kamatamare Sanuki nach Takamatsu. Sein Profidebüt gab Kanato Abe am 28. August 2021 (16. Spieltag) im Heimspiel gegen den Kagoshima United FC. Hier wurde er in der 86. Minute für Kentarō Shigematsu eingewechselt. Kagoshima gewann das Spiel mit 2:1. Für Sanuki bestritt er vier Ligaspiele. Die Saison 2022 und 2023 wurde er an den Viertligisten ReinMeer Aomori FC ausgeliehen. Für den Verein aus Aomori bestritt er in zwei Spielzeiten vier Ligaspiele. Nach der Ausleihe kehrte er Ende Januar 2024 zu Montedio Yamagata zurück. Ende Juli 2024 wurde er bis Saisonende 2024 an den Viertligisten Briobecca Urayasu verliehen. Nach der Saison 2024 wurde sein Vertrag bei Montedio Yamagata nicht verlängert.